# Burg Chinon
Die Burg Chinon, franz. Château de Chinon, zählt – obwohl sie eine Burg ist – zu den Schlössern der Loire. Sie befindet sich in der Stadt Chinon im französischen Département Indre-et-Loire (Region Centre-Val de Loire). Die Höhenburg liegt auf einem dreiteiligen Felsen oberhalb der Vienne, einem Zufluss der Loire.

## Anlage
In der Burg auf dem mittleren Felsen befanden sich die königlichen Gemächer und die Kirche. Das Fort Coudray wurde auf dem äußeren Felsen gebaut und ist von der übrigen Anlage durch einen trockenen Graben getrennt. Das Fort Saint-George schützte die Burg von der anderen Seite aus, vom Plateau her, das die besten Angriffsmöglichkeiten auf die Festung bot. Die zur Stadt weisende Festungsmauer wurde teilweise neu errichtet und ist heute (2011) fertiggestellt. Dort wurde auch der neue Zugang zur Festung geschaffen, der derzeit durch den Trockengraben und einen der Türme führt, sowie ein gläserner Aufzug, der auch Menschen mit Bewegungseinschränkung einen Besuch direkt von der Stadtseite aus erleichtern soll.

## Geschichte
Eine römische Festung bestand hier bereits im 5. Jahrhundert. Auf dem Felsen über Chinon wurde von den Grafen von Blois im 10. Jahrhundert eine feste Burg errichtet, von der nichts erhalten blieb. 1044 fiel die Anlage nach der Schlacht von Saint-Martin-le-Beau an die Grafen von Anjou und damit an die Könige von England. Sie ließen die mittleren Türme bauen. König Heinrich II. starb hier im Jahr 1189, nachdem er sie vollständig zur Grenzfestung gegen den französischen König hatte erneuern lassen.
1205 wurde Chinon während eines Französisch-Englischen Kriegs nach einjähriger Belagerung vom französischen König Philippe II. Auguste eingenommen und von ihm und seinen Nachfolgern ausgebaut, sodass sie ihr heutiges Aussehen erhielt. Im Laufe des Hundertjährigen Kriegs ging Chinon für die Engländer verloren. König Karl VII. ließ während seiner Residenzzeit einen großen Saal bauen. Seine Geliebte Agnès Sorel lebte in einem kleinen Herrenhaus nahe dem Schloss. Am 9. März 1429 fand hier die Begegnung Jeanne d’Arcs mit dem König statt, der hier die Generalstände versammelt hatte. Hier überzeugte sie ihn, dass er Orléans zu Hilfe kommen müsse. Bis 1459 blieb der französische Königshof in Chinon. 

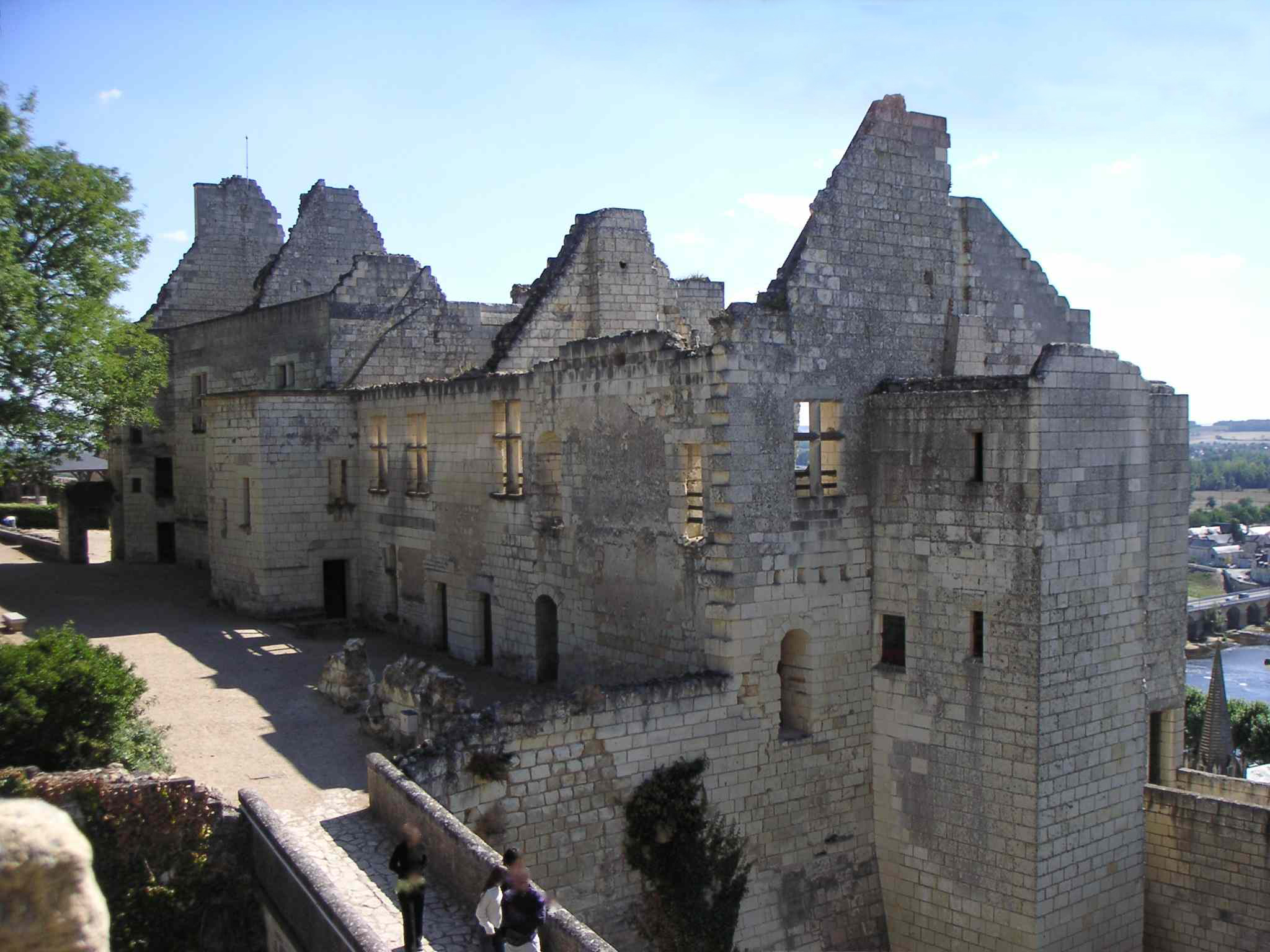
Das königliche Logis

1562 gelangte die Burg in den Besitz der Hugenotten und wurde unter Heinrich IV.  zu einem Gefängnis. 1633 ging die Burg in den Besitz des Kardinals Richelieu über, dessen Erben sie bis zur Französischen Revolution hielten. Danach verfiel sie, und auch einige Sicherungsmaßnahmen des 19. Jahrhunderts durch Napoleon III. konnten nicht mehr viel retten. Zwischen 2003 und 2010 war die Burg Gegenstand einer massiven Ausgrabung und Restaurierung, die Restaurierungsarbeiten kosteten 14.500.000 €. Man hoffte, dass das restaurierte Schloss  250.000 Touristen pro Jahr anziehen würde, mit einem Besucherzentrum in dem Fort St-George. Bevor das Besucherzentrum gebaut wurde, war das Fort Gegenstand einer archäologischen Ausgrabung, die fast 4.000 Quadratmeter bedeckt. Die königlichen Unterkünfte (Logis Royales), die für 200 Jahre ohne Dach waren, wurden von innen und außen restauriert und mit einer Attrappe aus dem 15. Jahrhundert gedeckt. 150 m der Wälle, sowie der  Tour du Coudray wurden ebenfalls restauriert. 
Zum Mittelschloss führt der Weg am rechten Rand der Anlage durch den 25 Meter hohen, allein stehenden sogenannten Uhrturm (Tour d’horloge) mit Uhr und Glocke von 1399. Diesen Weg ging bereits Jeanne d’Arc, der im Turm ein kleines Museum gewidmet ist. Der Turm ist das einzige noch vollständig erhaltene Bauteil der Burg. Von dort kann man einen guten Blick über die Stadt und das Tal der Vienne genießen. In den königlichen Privaträumen ist mit Wachsfiguren die historische Begegnung von Jeanne und Karl nachgestellt. Im Innenhof des Mittelschlosses stand bis zum 18. Jahrhundert eine kleine Kirche, in der Heinrich II. Plantagenet gestorben sein soll. Der Hundeturm gegenüber diente als Hundezwinger für die französischen Könige. Im Donjon der Coudray-Festung waren 1308 die von König Philipp dem Schönen verfolgten Tempelritter und ihr Großmeister Jacques de Molay eingesperrt. In der ersten Etage soll im März und April 1429 Jeanne d’Arc gewohnt haben.